# Stopanja
Stopanja (izvirno srbsko Стопања) je naselje v Srbiji, ki upravno spada pod Občino Trstenik; slednja pa je del Rasinskega upravnega okraja.

## Demografija
V naselju živi 1083 polnoletnih prebivalcev, pri čemer je njihova povprečna starost 41,5 let (39,5 pri moških in 43,3 pri ženskah). Naselje ima 361 gospodinjstev, pri čemer je povprečno število članov na gospodinjstvo 3,67.
To naselje je, glede na rezultate popisa iz leta 2002, večinoma srbsko.
|  |

| Demografija | Demografija     | Demografija     |
| Leto        | Št. prebivalcev | Št. prebivalcev |
| ----------- | --------------- | --------------- |
|             |                 |                 |
|             |                 |                 |
|             |                 |                 |
|             |                 |                 |
| 1948        | 1265            |                 |
| 1953        | 1375            |                 |
| 1961        | 1401            |                 |
| 1971        | 1371            |                 |
| 1981        | 1430            |                 |
| 1991        | 1467            | 1387            |
| 2002        | 1443            | 1325            |
|             |                 |                 |

| Etnična sestava po popisu iz leta 2002 | Etnična sestava po popisu iz leta 2002 | Etnična sestava po popisu iz leta 2002 | Etnična sestava po popisu iz leta 2002 | Etnična sestava po popisu iz leta 2002 |
| -------------------------------------- | -------------------------------------- | -------------------------------------- | -------------------------------------- | -------------------------------------- |
| Srbi                                   | Srbi                                   |                                        | 1.307                                  | 98,64%                                 |
| Jugoslovani                            | Jugoslovani                            |                                        | 7                                      | 0,52%                                  |
| Črnogorci                              | Črnogorci                              |                                        | 3                                      | 0,22%                                  |
| Romuni                                 | Romuni                                 |                                        | 1                                      | 0,07%                                  |
| Makedonci                              | Makedonci                              |                                        | 1                                      | 0,07%                                  |
| Neznano                                | Neznano                                |                                        | 2                                      | 0,15%                                  |

мини|levo|Stopanja
мини|levo|Stopanja